# تونی کالم
تونی کالم (به انگلیسی: Toni Kalem) (زاده ۲۹ اوت ۱۹۵۱) بازیگر آمریکایی است.
از فیلم‌های معروف او می‌توان به بازی در فیلم دو مدل از یک نوع اشاره کرد.